# Roddy O’Neil Cleary
Roddy O’Neil Cleary (* 5. November 1932 in Miami, Florida als Mary Francis O’Neil; † 27. Juni 2021 in Vermont) war eine US-amerikanische Theologin.

## Leben
O’Neil Cleary wuchs nach dem Tod ihres Vaters (1943) im Staat New York auf und trat 1954 unter dem Namen „Schwester Roderick“ als Nonne in einen römisch-katholischen Frauenorden ein, dem sie 15 Jahre angehörte. Sie trat nach dem Zweiten Vatikanischen Konzil aufgrund von Zweifeln aus dem Orden aus und heiratete William Cleary (1926–2012), einen Jesuiten, der ebenfalls seinen Orden verließ. Die Familie ließ sich schließlich in Burlington, Vermont nieder. O’Neil Cleary promovierte 1982 und lehrte römisch-katholische Theologie an der University of Vermont. 1984 unterzeichnete sie die Kampagne A Catholic Statement on Pluralism and Abortion, die in der Zeitung New York Times erschien. Später konvertierte sie zur Unitarischen Kirche, in der sie als Geistliche und Theologin tätig war. 
O’Neil Cleary hatte drei Kinder und drei Enkelkinder.

## Auszeichnungen
- 1995: „Kroepsch-Maurice Excellence in Teaching Award“ für den Kursus Women’s Spirituality: A Challenge to Institutional Religion.
- 2008: „Ed Everts Peace and Social Justice Award“ des Peace & Justice Center, Vermont.
- 2015: „Catherine McAuley award“ von Mercy Connections[2]